# Gustav Lindau
Gustav Lindau (* 2. Mai 1866 in Dessau; † 10. Oktober 1923 in Berlin) war ein deutscher Mykologe und Botaniker. Sein offizielles botanisches Autorenkürzel lautet „Lindau“.

## Leben und Wirken
Gustav Lindau begann seine naturgeschichtlichen Studien in Heidelberg und später Berlin, wo er Schüler von Simon Schwendener (1829–1919) wurde. 1888 promovierte er mit einer These zu Apothecien von Flechten. 1890 wurde er Direktor des Botanischen Gartens in Münster und Assistent von Julius Oscar Brefeld (1839–1925).
Seit 1892 war er in Berlin als Assistent im botanischen Garten tätig. 1894 habilitierte er und wurde Privatdozent für Philosophie. Schließlich erhielt er 1902 den Ruf zum Professor.
Gustav Lindau ist Erstbeschreiber der Gattung Eidamia Lindau 1904 aus der Abteilung der Schlauchpilze, die er 1904 zu Ehren des Botanikers und Mykologen Eduard Eidam benannte.

## Ehrungen
Ihm zu Ehren wurde die Gattung Lindauea Rendle der Pflanzenfamilie der Akanthusgewächse (Acanthaceae) benannt.

## Werke (Auswahl)
- Gustav Lindau und Paul Sydow Thesaurus litteraturae mycologicae et lichenologicae. (1908–1917, 5 Bände)
- Gustav Lindau: Kryptogamenflora für Anfänger. (1911–1914, 6 Bände)